# خوان ميراندا (لاعب كرة قاعدة)
خوان ميراندا هو لاعب كرة قاعدة كوبي، ولد في 25 أبريل 1983 في Consolación del Sur ‏ في كوبا.

## وصلات خارجية
- خوان ميراندا على موقع دوري كرة القاعدة الرئيسي (الإنجليزية)
- خوان ميراندا على موقع الدوري الياباني لكرة القاعدة (الإنجليزية)
- خوان ميراندا على موقعبيزبول رفرنس.كوم (الدوري الرئيسي) (الإنجليزية)
- خوان ميراندا على موقعبيزبول رفرنس.كوم (الدوري الثانوي) (الإنجليزية)
- خوان ميراندا على موقع إي إس بي إن.كوم (أم.أل.بي) (الإنجليزية)
- خوان ميراندا على موقع مشجعي الرسوم البيانية (الإنجليزية)